# NGC 6447
NGC 6447 es una galaxia espiral barrada (SBbc) localizada en la dirección de la constelación de Hércules. Posee una declinación de +35° 34' 20" y una ascensión recta de 17 horas, 46 minutos y 17,1 segundos.
La galaxia NGC 6447 fue descubierta en 9 de julio de 1864 por Albert Marth.